# Trofeo El Golero
El Trofeo El Golero fue un Premio instituido en el año 1952 por el Semanario Deportivo “El Golero” de alto prestigio en el Paraguay, quien organizó un concurso de popularidad; sin precedentes, a fin de conocer la entidad deportiva de mayor arraigo popular en el país. Para el efecto instituyó un soberbio Trofeo al ganador del concurso electoral.
El Semanario Deportivo "El Golero" fue creado y publicado en Asunción por Feliciano Mosqueda en 1952 y ejerció actividad periodística deportiva por 9 años; hasta 1961. 
Finalmente con un total de 9.936  votos el Club Cerro Porteño, se adjudicó el título de entidad más popular -que ya gozaba de antaño-, reafirmando asimismo su apodo del Club del Pueblo y estableciendo también su nuevo mote el de: La Mitad Más Uno.
Su inmediato perseguidor fue el General Caballero  con 6.755, el tercer puesto perteneció al Sol de América con 4.050 y en cuarto puesto el Olimpia  con 3.572 sufragios.
El 31 de enero de 1953 en artículo principal dicho Semanario, publicó in extenso los siguientes resultados del “Gran Concurso”.

## Resultados
| Posición | Club                     | Votos | Sede                             |
| -------- | ------------------------ | ----- | -------------------------------- |
| 1        | Cerro Porteño            | 9.936 | Asunción                         |
| 2        | General Caballero        | 6.755 | Asunción                         |
| 3        | Sol de América           | 4.050 | Asunción                         |
| 4        | Olimpia                  | 3.572 | Asunción                         |
| 5        | Juventud                 | 1.753 | Hohenau                          |
| 6        | Presidente Hayes         | 1.050 | Asunción                         |
| 7        | Independiente CG         | 500   | Asunción                         |
| 8        | Nacional                 | 453   | Asunción                         |
| 9        | Nacional                 | 434   | Paraguarí                        |
| 10       | Libertad                 | 361   | Asunción                         |
| 11       | Sportivo Obrero          | 300   | San Juan Bautista                |
| 12       | Hércules                 | 300   | Santa Rosa                       |
| 13       | San Gerónimo             | 296   | Asunción                         |
| 14       | 14 de mayo               | 269   | Caapucú                          |
| 15       | Carlos Antonio López     | 257   | Asunción                         |
| 16       | Duarte Ortellado         | 230   | Ybycuí                           |
| 17       | Atlético Independiente   | 209   | Piribebuy                        |
| 18       | 14 de julio              | 174   | Yaguarón                         |
| 19       | Internacional            | 167   | Pinasco                          |
| 20       | Capitán Insfrán          | 165   | Luque                            |
| 21       | Sportivo Luqueño         | 164   | Luque                            |
| 22       | 31 de agosto             | 161   | Luque                            |
| 23       | Atlético Huracán         | 134   | Asunción                         |
| 24       | Ytororó                  | 116   | Puerto Sastre                    |
| 25       | Sportivo Nanawa          | 101   | Concepción                       |
| 26       | Adolfo Riquelme          | 85    | Concepción                       |
| 27       | Atlético Talleres        | 84    | Sapucai                          |
| 28       | Sport Barrio Alegre      | 73    | Sapucai                          |
| 29       | Aquidabán                | 70    | Quiindy                          |
| 30       | Paraguay Lawn Tennis     | 59    | Asunción                         |
| 31       | Independencia            | 48    | Concepción                       |
| 32       | América                  | 45    | Pilar                            |
| 33       | 1 de Mayo                | 45    | Pilar                            |
| 34       | Sportivo Isla Pucú       | 42    | Isla Pucú                        |
| 35       | Libertad                 | 42    | San Pedro                        |
| 36       | Sportivo Iteño           | 38    | Itá                              |
| 37       | Atlético General Bruguez | 37    | Paraguarí                        |
| 38       | Cerro Corá               | 31    | Concepción                       |
| 39       | Paraná                   | 33    | Carmen del Paraná                |
| 40       | Universal                | 33    | Encarnación                      |
| 41       | 24 de Septiembre         | 32    | Areguá                           |
| 42       | Sportivo Primavera       | 29    | Luque                            |
| 43       | Sportivo Obrero          | 21    | Concepción                       |
| 44       | Atlético Pirizal         | 21    | Puerto Casado                    |
| 45       | Mariscal López           | 21    | Concepción                       |
| 46       | 29 de Junio              | 19    | San Pedro                        |
| 47       | Juventud                 | 18    | Sapucai                          |
| 48       | Sud América              | 17    | Paraguarí                        |
| 49       | 4 de Agosto              | 16    | Areguá                           |
| 50       | River Plate              | 12    | Puerto Sastre                    |
| 51       | Orión                    | 11    | Asunción                         |
| 52       | Coronel Escurra          | 10    | Asunción                         |
| 53       | Sportivo Curupayty       | 9     | Lambaré                          |
| 54       | Coronel Oviedo           | 8     | Coronel Oviedo                   |
| 55       | A. Don Bosco             | 5     | Puerto Sastre                    |
| 56       | Tapaicuá                 | 5     | Areguá                           |
| 57       | Rincón Guaraní           | 5     | Alberdi                          |
| 58       | 1 de mayo                | 3     | Puerto Casado                    |
| 59       | Juan Paciello            | 3     | Horqueta                         |
| 60       | Sol de Mayo              | 3     | Hohenau                          |
| 61       | San Juan                 | 2     | Encarnación                      |
| 62       | General Caballero        | 2     | Ybycuí                           |
| 63       | 2 de Mayo                | 2     | Ypacarai                         |
| 64       | Sport Unión              | 1     | Asunción                         |
| 65       | Atlético Sacachispas     | 1     | Encarnación                      |
| 66       | Hijos de Mayo            | 1     | Villeta                          |
| 67       | Olimpia                  | 1     | San Pedro                        |
| 68       | 31 de Junio              | 1     | San Juan Bautista                |
| 69       | Capitán Alfonso del Pto. | 1     | San Ignacio                      |
| 70       | Deportivo Roque González | 1     | San Roque González de Santa Cruz |